# Dioctria striata
Dioctria striata är en tvåvingeart som beskrevs av Theodor 1980. Dioctria striata ingår i släktet Dioctria och familjen rovflugor.
Artens utbredningsområde är Israel. Inga underarter finns listade i Catalogue of Life.